# Соча (Њамц)
Соча (рум. Socea) насеље је у Румунији у округу Њамц у општини Редиу. Oпштина се налази на надморској висини од 333 m.

## Становништво
Према подацима из 2002. године у насељу је живело 820 становника, од којих су сви румунске националности.